# Софест
Филмски фестивал Сопот — СОФЕСТ је један од најстаријих фестивала у Србији, са дугом традицијом слободе изражавања. Основан је 1972. године под именом Слободарске филмске свечаности. Одржава се сваке године током јула месеца у Центру за културу Сопот у Сопоту. Организатор фестивала је Скупштина општине Сопот.

## Историја фестивала
Слободарске филмске свечаности основала је Скупштина општине Сопот, одлуком од 3. новамбра 1972. године. Фестивал је први пут одржан од 20. до 24. децембра 1972. године. Касније је манифестација пренета у прву недељу јула, како би се обухватили значајни датуми тог времена - 2. јули, Дан општине Сопот, 4. јули, Дан борца, и 7. јули, Дан устанка народа Србије.
Године 1989. град Београд је уврстио Слободарске филмске свечаности у ред својих манифестација.

### 90-те године 20. века
Током деведесетих година 20. века Слободарске филмске свечаности су преименоване у Филмски фестивал Сопот - СОФЕСТ, а због економских тешкоћа и изолације земље, Фестивал је од међународне манифестације постао фестивал домаћег филма. Године 1996. организацију Филмског фестивала поново преузима Скупштина општине Сопот

### СОФЕСТ у 21. веку
Године 2007. фестивал поново постаје манифестација у области културе од значаја за град Београд. За организацију СОФЕСТ-а град Београд издвојио је 2016. године 3,5 милиона динара, док је 2017. године та сума износила 4,1 милион.

## Концепт фестивала
Слободарске филмске свечаности биле су фестивал филмског стваралаштва који се по карактеру и циљевима разликовао од већине до тада постојећих. Основни циљ фестивала био је да окупи филмске ствараоце чији су филмови прожети слободарским и хуманим порукама, уз приказивање филмова са идејном и уметничком садржином којом се битно доприноси реафирмацији идеја слободе и општедруштвеног прогреса.
На фестивалу су годинама присуствовале делегације филмских стваралаца из иностранства (Совјетског Савеза, Мађарске, Кине, Аустрије, Бугарске и др). Током свог постојања фестивал је постао интернационална филмска манифестација. Најзаступљеније су биле кинематографије и аутори који у свету филма досежу сам врх, али су представљене и мање познате кинематографије (Обала Слоноваче, Занзибар, Вијетнам).
Све до 90-их година један фестивалски дан био је посвећен најпознатијим редитељима, међу којима су били Миомир-Мики Стаменковић, Столе Јанковић, Александар Саша Петровић, Коста Гаврас, Михаил Пташук, Пуриша Ђорђевић, Сергеј Бондарчук, Григориј Чухрај и Крсто Шканата.
Године 2015. године концепт фестивала је модификован. Сваке године фестивал је бити фокусиран на неку од филмских професија које обично нису у првом плану других фестивала. Међу тим професијама су сниматељ, директор фотографије, композитор, дизајнер звука, монтажер, сценограф и костимограф.

## Жири фестивала
Жири за вредновање филмова и глумачких остварења сачињавало је Веће народних хероја, састављено од чланова из свих република и покрајина тадашње СФРЈ и један број културних и јавних радника. Од 1990. године жири чине искључиво филмски и културни радници. Од 2015. године о победницима одлучује трочлани жири, а награда се састоји од плакете и новчаног дела. Стручни жири бира, поред филмских радника у професији која је те године у фокусу, и најбољег редитеља и сценаристу, док публика бира најбољи филм, глумца и глумицу, који добијају новчану награду и статуету.

### Награда за најбољег глумца и глумицу
Од 2016. године награде публике за најбољег глумца и најбољу глумицу фестивала зове се по легендарном српском глумцу Велимиру Бати Живојиновићу.